# Lakarobius
Lakarobius Berry, Beatty & Prószynski, 1998 è un genere di ragni appartenente alla famiglia Salticidae.

## Etimologia
Il nome deriva dal greco ed è composto da λακὰρα, lakàra, che significa ciliegio e dal suffisso -bius, che deriva da βίος, bìos, dal significato di vita; sta ad indicare che questo ragno è arboreo e predilige gli alberi simili ai ciliegi.

## Distribuzione
L'unica specie oggi nota di questo genere è stata rinvenuta nelle isole Figi.

## Tassonomia
A dicembre 2010, si compone di una specie:
- Lakarobius alboniger Berry, Beatty & Prószynski, 1998[3] — Isole Figi